# Kastanjeborre
Kastanjeborre (Melolontha hippocastani) är en art i skalbaggsfamiljen bladhorningar. Kastanjeborren är mycket lik ollonborren. Den skiljs från ollonborren på att täckvingarna har svarta kanter, åtminstone framtill, och bakkroppsspetsen är kortare. Den har en nordligare utbredning än ollonborren.

## Utseende
Kastanjeborren kan variera i färgerna, men uppvisar olika brunaktiga nyanser. Kroppslängden är 20,0-26,0 mm.

## Utbredning

### Förekomst i Sverige
I Sverige finns Kastanjeborren från Skåne hela vägen upp till Lycksele Lappmark.

## Ekologi
Kastanjeborren föredrar olika typer av skog och buskmarker. Under försommaren förekommer vuxna skalbaggar som äter blad av lövträd. Larver äter växtrötter, och kan därför uppträda som skadedjur i trädgårdar. Det tar 4-5 år för en larv att bli fullbildad och genomgå förvandling till imago.